# Lloyd Doggett

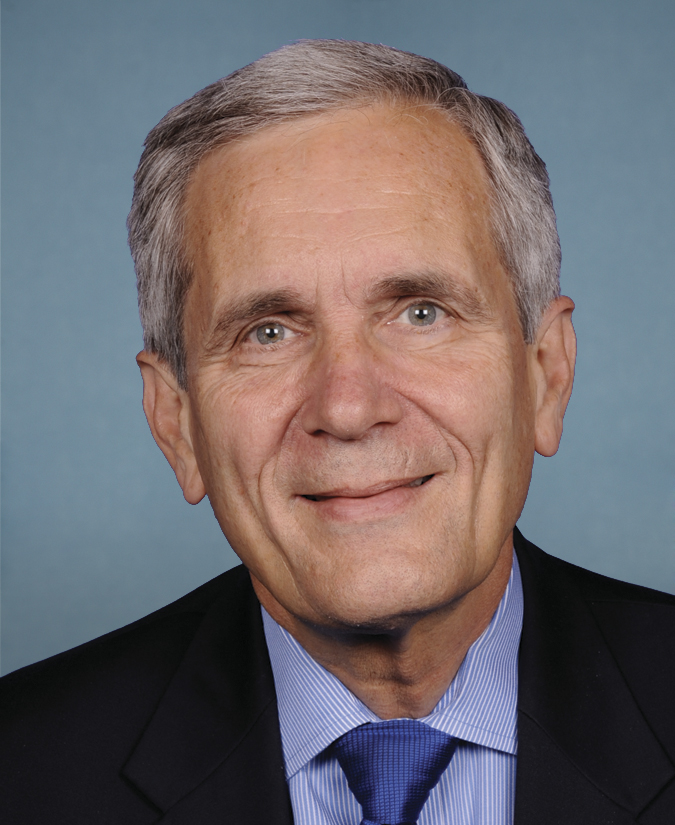
Lloyd Doggett (2011)

Lloyd Alton Doggett II (* 6. Oktober 1946 in Austin, Texas) ist ein US-amerikanischer Jurist und Politiker der Demokratischen Partei. Er vertritt den Bundesstaat Texas seit 1995 im US-Repräsentantenhaus, derzeit im 37. Distrikt.

## Leben
Doggett studierte Rechtswissenschaften an der University of Texas at Austin. Während des Studiums wurde er 1967 zum Präsidenten der Studentenvertretung gewählt; ferner gab er zum Ende seines Studiums die Texas Law Review mit heraus. Er schloss sein Studium 1970 als Juris Doctor (J.D.) mit Auszeichnung ab. Mit 26 Jahren wurde Doggett in den Senat von Texas gewählt, dem er zwölf Jahre angehörte. Er war in dieser Zeit an der Abfassung von 124 Gesetzen des Staates Texas beteiligt.
1988 wurde er zum Richter am Supreme Court of Texas gewählt. Er gab Entscheidungen ab, in denen er das Recht auf Verfahren vor Jurys, Gleichheit bei Schulgebühren und des freien Zugangs zu Informationen unterstützte. Das Mexican-American Bar of Texas bezeichnete ihn als „außergewöhnlichen Richter aus Texas“, er wurde mit dem James Madison Award der Freedom of Information Foundation of Texas ausgezeichnet und erhielt den ersten Amendment Award der National Society of Professional Journalists. Zwischen 1989 und 1994 war Doggett ebenfalls als Dozent an der Texas School of Law in Austin tätig.

## Politik
Im Jahr 1994 wurde Lloyd Doggett im zehnten Distrikt von Texas in das US-Repräsentantenhaus gewählt. Im Jahr 2005 wechselte er in den 25. Distrikt seines Staates. Ab 2013 vertrat er den 35. Kongresswahlbezirk von Texas, seit 2023 ist er Repräsentant des 37. Distrikts.
Die Primary (Vorwahl) seiner Partei für die Wahlen 2022 am 1. März konnte er gegen drei weitere Kandidaten mit über 79 % deutlich gewinnen. Er hat am 8. November 2022 mit 76,8 % die Wahl zum Repräsentanten des neugeschaffenen 37. Kongressdistriktes gegen Jenny Garcia Sharon von der Republikanischen Partei gewonnen.
Bei den Vorwahlen zu den Wahlen 2024 konnte sich Doggett mit 86,1 % in seiner Partei durchsetzen.
Anfang Juli 2024 war Doggett während des Wahlkampfes 2024 der erste amtierende Kongressabgeordnete der Demokraten, der, nach der ersten Fernsehdebatte zwischen Joe Biden und Donald Trump, Biden aufforderte sich aus dem Präsidentenwahlkampf 2024 zurückzuziehen. Ihm folgten in den nächsten Tagen die Abgeordneten Raúl Grijalva, Seth Moulton, Mike Quigley und Angie Craig. Bis zum 21. Juli 2024, dem Sonntag, als Biden deine Wiederwahlkandidatur beendete und Kamala Harris als Kandidatin unterstützte, hatten sich 36 Mitglieder des Kongresses der Vereinigten Staaten Doggett öffentlich angeschlossen. Doggett selbst gewann seine Wiederwahl zum 119. Kongress mit 74,2 % gegen die Republikanerin Jenny Garcia Sharon und den Libertären Girish Altekar.
Nach nunmehr insgesamt 15 Wiederwahlen kann er sein Mandat im 119. Kongress bis zum 3. Januar 2025 ausüben.

## Ausschüsse
Er ist aktuell Mitglied in folgenden Ausschüssen des Repräsentantenhauses:
- Committee on the Budget
- Committee on Ways and Means
  - Health
  - Tax
- Joint Committee on Taxation